# سایومی سوزوشیرو
سایومی سوزوشیرو (انگلیسی: Sayumi Suzushiro; ۴ فوریهٔ ۱۹۹۸ – ) صداپیشه اهل ژاپن بود.